# Quijote Arena
 (mars 2025).
Quijote Arena est une salle omnisports d'une capacité de 7 500 places places qui est basé à Ciudad Real, Castille-La Manche, Espagne. Elle a été construite pour accueillir les matchs du club de handball de BM Ciudad Real de 2003 à 2011, l'un des meilleurs clubs espagnols et européens sur cette période.
Elle doit son nom à Don Quichotte (en espagnol : Don Quijote), héros de La Manche dans le roman de Miguel de Cervantes publié en 1605.

## Histoire
- 27 décembre 2003 : ouverture de la salle[1].
- 27 et 28 décembre 2003 : Organisation de la Coupe ASOBAL (handball).
- 27 et 28 novembre 2004 : Organisation de la Supercoupe d'Europe de handball.
- 2011 : La salle n'accueille plus le BM Ciudad Real, délocalisé à Madrid.
- 2012 : Début des travaux pour hausser la capacité de la salle à 7 500 places au lieu des 5 863 places en vue de la Coupe du monde féminine de futsal et du Championnat du monde masculin de handball 2013 que la salle n'accueille finalement pas pour raisons économiques.
- 2013 : Organisation du Coupe du monde féminine de futsal (en) avec les matchs du Groupe B et la finale.

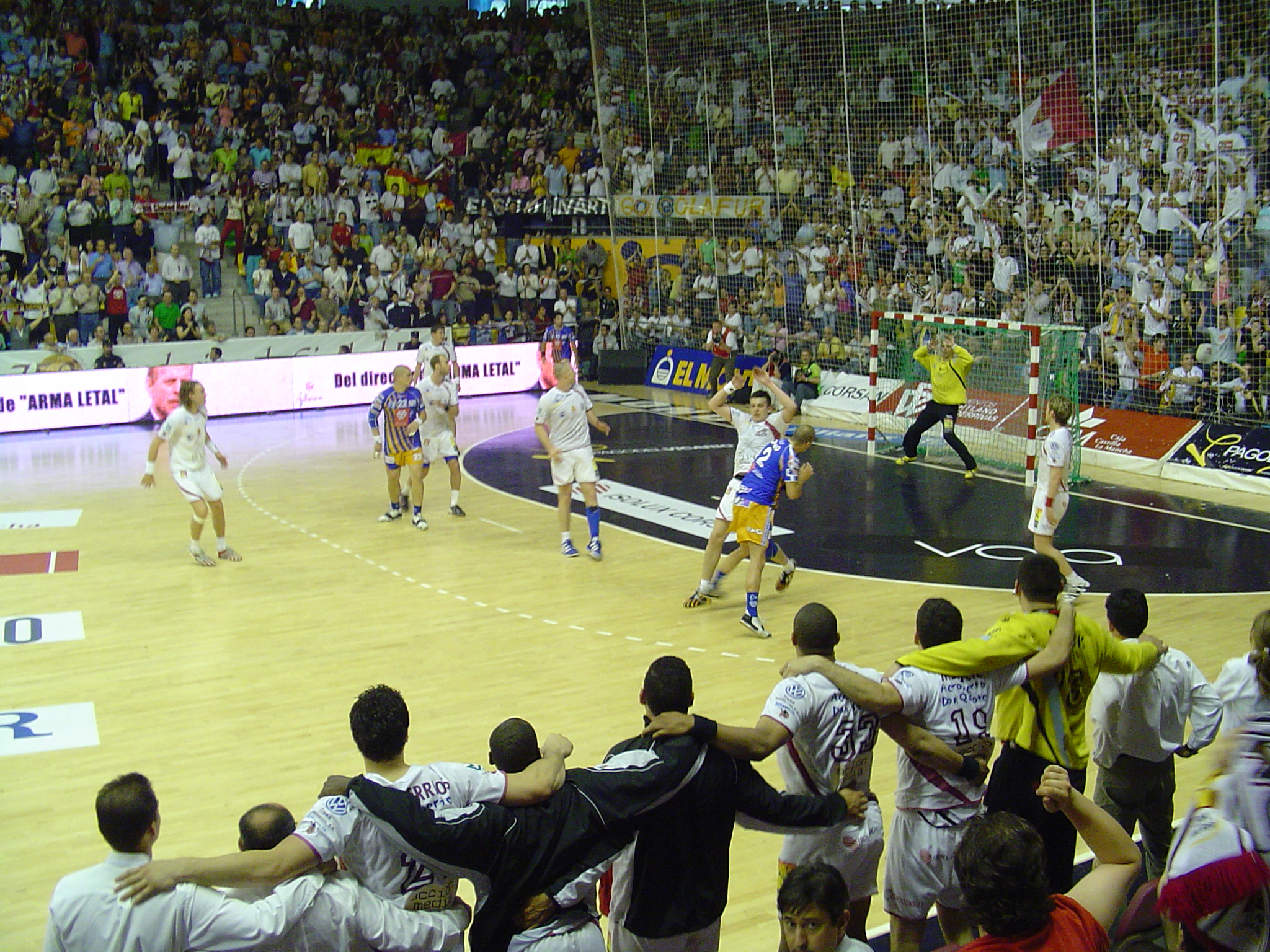
Les joueurs du BM Ciudad Real prêts à exulter lors de la finale retour de la Ligue des champions 2005-2006.